# Todd Barry

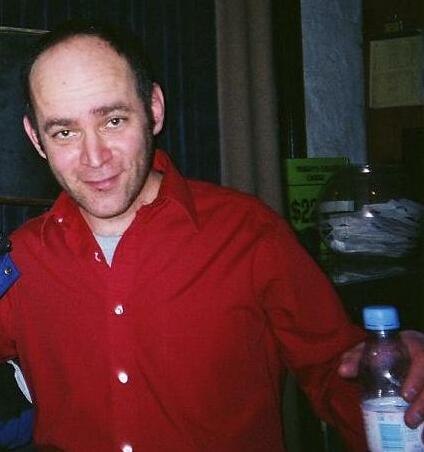
Todd Barry en 2006

Todd Andrew Barry (nacido el 26 de marzo de 1964) es un comediante, actor y actor de doblaje estadounidense.
Barry nació en el Bronx (Nueva York). Recibió su licenciatura en inglés en la Universidad de Florida. En 1999, su especial Comedy Central Presents se transmitió por primera vez. Escribió, dirigió y protagonizó el cortometraje Borrowing Saffron (2002), en el que también actuó H. Jon Benjamin. Ha hecho varias apariciones como invitado en programas como Dr. Katz, Home Movies y Aqua Teen Hunger Force. En seis años hizo 16 apariciones en Dr. Katz, actuando como el mismo en sus primeras dos apariciones. Luego interpretó al personaje recurrente Todd y apareció en la mayoría de los episodios del último año del programa. También interpretó un personaje en el piloto de televisión Saddle Rash junto con Sarah Silverman, H. Jon Benjamin y Mitch Hedberg. En "The Third Conchord", el duodécimo y último episodio de la primera temporada de Los Conchords.

## Filmografía
- Vamps (2011)
- El luchador (2008) - Wayne
- Viaje censurado - Guardia de Seguridad del Campus 1
- Pootie Tang - Greasy
- Tomorrow Night
- Los Enchiladas! - Duane
- Borrowing Saffron - George